# RC Leipzig
Der Rugby Club Leipzig e. V. (RC Leipzig) ist ein Leipziger Rugby-Union-Sportverein. Neben Rugby werden die Sportarten Fußball, Volleyball, Tischtennis und Gymnastik angeboten. Im Dezember 2013 hatte der RC Leipzig rund 200 Mitglieder. Die Vereinsfarben sind blau und gelb. Der Verein ist Mitglied im Rugby-Verband Sachsen und dem Deutschen Rugby-Verband.
Bundesweit bekannt ist der Verein durch seine Rugby-Abteilung, die als erfolgreichste Mitteldeutschlands gilt. Die erste Herrenmannschaft spielt seit 2012 in der Bundesliga. Ab der Saison 2013/14 konnte zusätzlich eine zweite Mannschaft für die Regionalliga aufgestellt werden. In der Vergangenheit konnten zahlreiche Titel, wie die Mitteldeutsche Meisterschaft im 7er-Rugby oder die Regionalliga 7s gewonnen werden.
Die Wurzeln des Vereins, der 2004 gegründet wurde, reichen bis in die 1950er Jahre zurück. So gewannen Mannschaften aus der Stadt neunmal die DDR-Meisterschaft. Dem Verein gehören viele ehemalige Rugby-Nationalspieler der DDR an, wie beispielsweise der Rekordnationalspieler und Nationalmannschaftstrainer Gerhard Schubert.

## Geschichte

### Vorgeschichte
Rugby in Leipzig geht bis in die 1950er Jahre zurück, als mehrere Rugby-Sektionen gegründet wurden. Die Hochschulsportgruppe der Deutschen Hochschule für Körperkultur (HSG DHfK Leipzig), die Betriebssportgemeinschaften Lokomotive Wahren Leipzig und Gastronom Leipzig und der Armeesportklub Leipzig waren vier Teams, die sich in dieser Zeit bildeten. Die DHfK war das erfolgreichste Team. Die Mannschaft gewann zwischen 1954 und 1963 fünf Meisterschaften und war zwischenzeitlich Rekordmeister der DDR. Der Vorläuferklub des RC Leipzig, die BSG Lokomotive Wahren-Leipzig, war mit vier Titeln ebenfalls eine der erfolgreichsten Rugby-Mannschaften der DDR. Die BSG Lok hatte ihre erfolgreiche Periode in den späten 1970er Jahren, als sie die Dominanz der BSG Stahl Hennigsdorf brach und vier DDR-Meisterschaften hintereinander gewann. Nach Auflösung der Rugbysektionen der Deutschen Hochschule für Körperkultur und des Armeesportklubs gab es in den 1980er Jahren von den einst vier Leipziger Teams noch zwei Rugby-Sektionen bei den BSG Lokomotive und Gastronom.
Mit der deutschen Wiedervereinigung gingen die zwei Rugbysektionen der beiden Betriebssportgemeinschaften vorübergehend in die HSG DHfK Leipzig über. Im September 1994 traten die Rugbyspieler in den TSV 1893 Leipzig-Wahren ein, wo sie wieder eine eigene Abteilung gründeten. Der größte Erfolg dieser Zeit war der deutsche Vizemeistertitel in der U12. Die Rugbyspieler blieben die nächsten zehn Jahre beim TSV, bis sie im September 2004 den RC Leipzig im Stadtteil Lützschena-Stahmeln gründeten.

### 2004 bis 2008 – Gründerjahre
Einige Spieler blieben weiter beim TSV, um dort Touch-Rugby zu spielen. Ein Jahr später fand letztlich ein erfolgreicher Wechsel zum SG LVB in Leipzig-Connewitz statt, wo sich die Abteilung heute noch befindet.
Nach der Gründung des RC Leipzig musste das Vereinsgelände für einen regelmäßigen Spiel- und Trainingsbetrieb vorbereitet werden. Da der Platz viele Jahre lang nicht genutzt wurde, waren einige Gebäude und Einrichtungsgegenstände in keinem guten Zustand. Dies führte letztlich dazu, dass die alte Vereinskneipe wegen Baufälligkeit abgerissen wurde. Ein weiteres wichtiges Thema war die Platzbeleuchtung. Da ab dem Herbst die Spieler zum Teil auch im Dunkeln trainieren mussten, war es wichtig, dass es eine funktionierende Spielfeldbeleuchtung gab. Durch die Hilfe von einigen Vereinsmitgliedern wurde dieses Projekt angepackt. Der Vorstand unter Volker Plank stand in den ersten Jahren stark unter Druck. Viele Tätigkeiten, die früher der Dachverein übernommen hatte, mussten nach der Vereinsgründung selbstständig ausgeführt werden. Die Vereinsführung hatte aber stets unter Einsatz der Freizeit die Grundlagen für den Sport gelegt.
Bereits kurz nach der Gründung konnte der regelmäßige Spielbetrieb aufgenommen werden. Vor allem am Nachwuchs wurde weiter gearbeitet und auf Müllers Erfolg 2002 aufgebaut. Die ersten Titel des jungen Vereins waren der 2. Platz Sachsens bei den deutschen Meisterschaften der Landesverbände und der 1. Platz bei der deutschen Meisterschaft A-Schüler im Jahr 2004 mit dem Trainer Jens Meierhöfer. Der Verein unternahm mit seinen Kindern- und Jugendlichen Fahrten ins Ausland beispielsweise nach Toulouse in Frankreich und organisierte im Jahr 2005 eine Deutsche Jugendmeisterschaft. Die erfolgreiche Nachwuchsarbeit wurde von der Deutschen Rugby-Jugend gewürdigt. Aus diesem Grund fand im September des Gründungsjahres eine Sichtungslehrgang der deutschen U17-Nationalmannschaft statt. In der nächsten Zeit waren immer wieder Leipziger Nachwuchsspieler für diese Lehrgänge nominiert. Der Verein feierte im Jahr 2006 „80 Jahre – Sportplatz Stahmeln“. Am 15. Dezember 1926 wurde in Stahmeln der Sportplatz und eine Rodelbahn eingeweiht. Erbaut wurde die Anlage von sogenannten Notstandsarbeitern – eine Beschäftigungsform für arbeitslose ehemalige Soldaten. Dieses Jubiläum nahm der Rugby Club Leipzig zum Anlass, ein großes Fest mit allen Mitgliedern, Freunden und Sponsoren zu feiern.

### 2009 bis 2012 – Weg zur sächsischen Spitzenmannschaft
| 2010/11                  | Rugby-Regionalliga Nordost | 11 | 226:289 | 21 |
| 2011/12                  | Rugby-Regionalliga Nordost | 2  | 375:163 | 94 |
| grün unterlegt: Aufstieg |                            |    |         |    |

In den Jahren 2009 und 2010 hat sich das Vereinsleben zunehmend normalisiert. Trotz einiger Probleme in der Vereinsführung stand der Verein auf einem guten Fundament. Volker Plank gab nach sechs Jahren sein Amt als 1. Vorsitzender ab. Damit endete für ihn vorerst eine lange ehrenvolle Rugby-Management-Karriere in Leipzig. Denn er war schon seit den 1980er Jahren in vielfältigen Führungsfunktionen des Sports.
Auf der Mitgliederversammlung im Jahr 2010 wurden einige Vorstandsposten neu besetzt. Torsten Spangenberg, langjähriger Rugby-Spieler und Nachwuchstrainer übernahm die Funktion des 1. Vorsitzenden. Sein Ziel war es, mehr Menschen aus der Leipziger Innenstadt in den Verein zuziehen. Auch das Thema Sponsoring wurde durch ihn neu aufgegriffen. Durch persönlichen Fleiß und Gespräche wurde versucht, die ortsansässigen Unternehmer zu einer Unterstützung zu bewegen. Zum Teil ist dies ihm auch gelungen.
Nicht nur in der Vereinsführung gab es Veränderungen, sondern auch im sportlichen Bereich. Falk Müller, ebenfalls langjähriger Rugby-Spieler und Nachwuchstrainer wurde der neue Trainer der Männermannschaft. Es gab viele Veränderungen. Vor allem entwickelte sich ein neuer Teamgeist und neue Motivationen für den Verein. Die Umstellung des Trainings führte nachhaltig zu einer Steigerung der Leistung des Teams. Dies führte zu verschiedenen Erfolgen wie beispielsweise 1. Platz der Mitteldeutschen 7er-Liga 2011, 1. Platz der NordOst-7s 2012 und der 2. Platz in der Regionalliga Nord-Ost.

### 2012 bis heute – Die ersten Jahre in der Bundesliga
| Saison                   | Liga                               | Platz | Spielpunkte | Punkte | DRV-Pokal     |
| ------------------------ | ---------------------------------- | ----- | ----------- | ------ | ------------- |
| 2012/13                  | Rugby 1. Bundesliga Ost (Vorrunde) | 5     | 16:293      | 0      | Viertelfinale |
| 2013/14                  | Rugby 1. Bundesliga Ost (Vorrunde) | 4     | 132:185     | 9      | Halbfinale    |
| grün unterlegt: Aufstieg |                                    |       |             |        |               |

Durch eine Ligareform im Jahr 2012 wurden die deutschen Bundesligen grundlegend verändert. Der RC Leipzig konnte damit von der 3. Liga/Regionalliga in die 1. Rugby-Bundesliga aufsteigen. Mit dieser Reform wurden für den Verein neue Türen geöffnet. Zum einen fördert die Stadt Leipzig Bundesligavereine und zum zweiten gibt es neue Möglichkeiten für die Sponsoren.
Am 1. September 2012 bestritt der RC Leipzig das erste Bundesligaspiel seit seiner Gründung im Jahr 2003. Der RK 03 Berlin gewann 116:00. Ein Versuch der Leipziger wurde nicht erzielt. Erst im darauffolgenden Spiel konnten die ersten Punkte für die Messestädter geholt werden. Im letzten Spiel der regionalen Vorrunde erzielte der RC Leipzig seinen ersten Bundesligaversuch. Am 15. September 2012 trat der Präsident Torsten Spangenberg mit sofortiger Wirkung von seinem Amt zurück. Nach einer kurzen Phase ohne Präsident wurde Karsten Heine im November 2012 zum neuen Präsidenten gewählt. Ein wichtiger Punkt wird für ihn die Kommunikation im Verein sein. Ende 2012 ist dem Verein gelungen eine Kooperation mit der Leipziger Medica-Klinik für ambulante Rehabilitation und Sportmedizin, der größten Einrichtungen für ambulante Reha in Deutschland, abzuschließen. Die Medica-Klinik unterstützt die Bundesligamannschaft im medizinischen Bereich. Die Spielsaison 2012/13 und damit die erste Bundesligasaison des Vereins endete im DRV-Pokal Viertelfinale mit einer Niederlage gegen StuSta München.

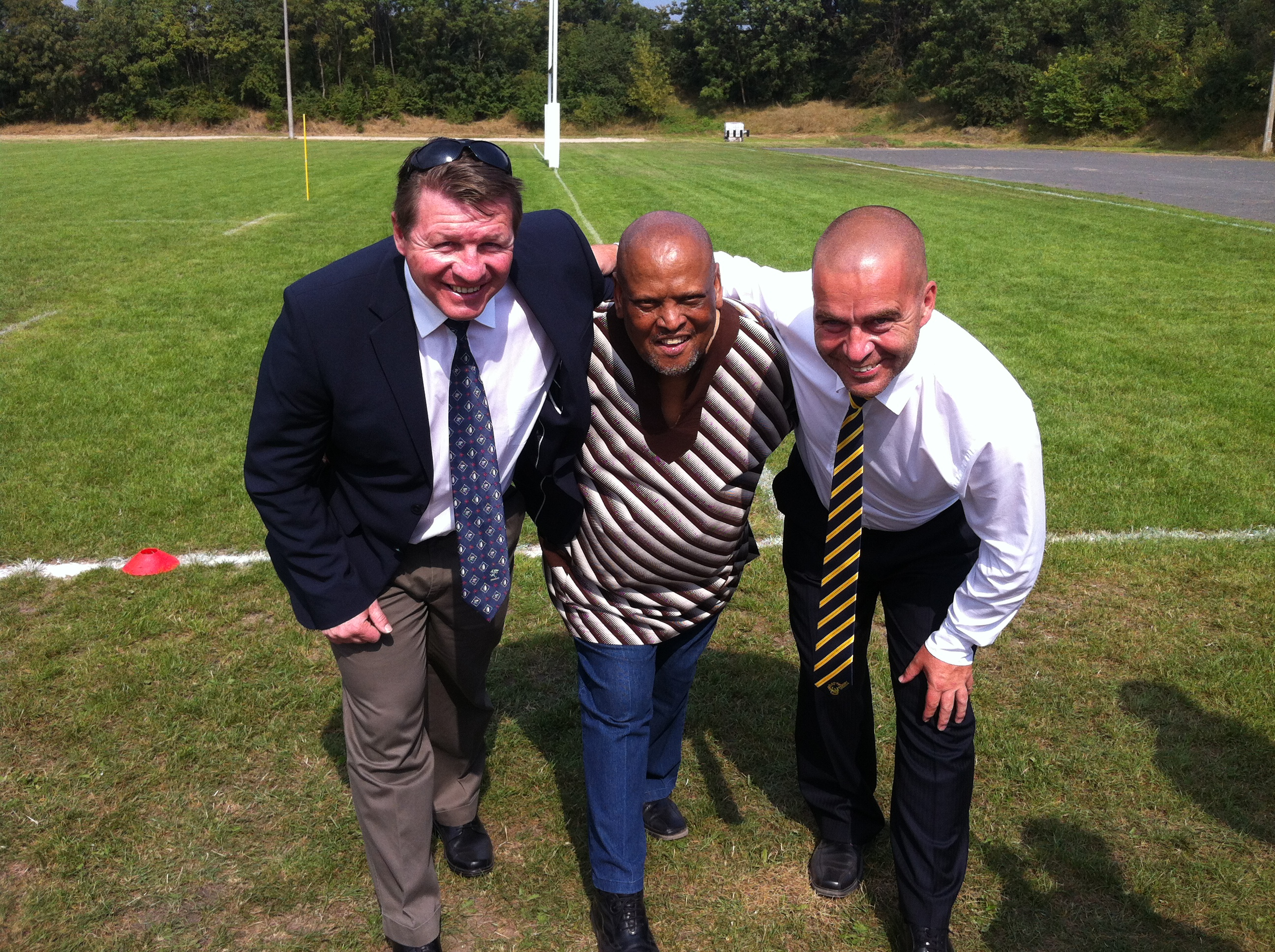
Hans Scriba, Botschafter Stofile und Karsten Heine bei der 10-Jahresfeier (v. l. n. r.)

Am 31. August 2013 feierte der RC Leipzig sein 10-jähriges Bestehen im Verein. Zu diesem Jubiläum besuchte der Gründer und Leiter der Südafrikanischen Rugby-Akademie (Sharks-Academy) Hans Scriba den Sportklub. Scriba kam mit dem Ziel nach Leipzig, den Verein sowie die Mitteldeutsche Rugby-Region langfristig zu fördern. Zusammen mit Scriba sollte der sportlich erfolgreiche Weg weitergeführt werden, nachdem der Rugby Club Leipzig nach seinen ersten 10 Jahren in Eigenständigkeit bereits einige Erfolge vorweisen konnte. Außerdem nahm der Botschafter der Republik Südafrika Makhenkesi Arnold Stofile an der Veranstaltung teil. Im zweiten Jahr nach dem Aufstieg in die 1. Bundesliga konnte sich der Verein zunehmend in seiner Liga stabilisieren. Während zwischenzeitlich eine zweite Mannschaft in die Regionalliga integriert werden konnte, ging die erste Mannschaft Ende 2013 als Tabellenführer im DRV-Pokal in die Winterpause. 2014 konnte sich der RCL zum ersten Mal die Tabellenführung in der Qualifikationsrunde des DRV-Pokal sichern.
Im April 2014, mitten in der laufenden Saison, trat der ehemalige Erfolgstrainer Falk Müller zurück. Ursache für die Trennung war eine längere Auseinandersetzung zwischen dem Vorstand und dem damaligen Trainer der Herrenmannschaft. Vermittlungsversuchen der Mannschaft zwischen beiden Parteien scheiterten. Der Vorstand regierte mit Beurlaubung und Entlassung des Trainers, der daraufhin den Verein verließ. Wenige Wochen später wurde der Verein Rugby-Verein Leipzig Scorpions mit der Heimspielstätte im Leipziger Mariannenpark gegründet. Im Juni 2014 erreichte der RCL das Finale des DRV-Pokals. Aufgrund des Einsatzes eines nicht spielberechtigten Spielers, der vor der Frist 31. Januar 2014 noch kein Spiel für den RC Leipzig bestritten hatte, erkannte das Schiedsgericht des DRV dem Verein eine Woche später den Sieg im Halbfinale ab und wertete das Spiel 50:0 gegen Leipzig. Somit schied der Rugby Club Leipzig in seiner bis dato erfolgreichsten Saison aufgrund des Verstoßes gegen die DRV-Spielordnung aus dem Pokalwettbewerb aus.
| Saison                   | Liga                               | Platz | Spielpunkte | Punkte | DRV-Pokal     |
| ------------------------ | ---------------------------------- | ----- | ----------- | ------ | ------------- |
| 2014/15                  | Rugby 1. Bundesliga Ost (Vorrunde) | 6     | 57:169      | 1      | Halbfinale    |
| 2015/16                  | Rugby 1. Bundesliga NordOst        | 6     | 215:437     | 21     | Viertelfinale |
| grün unterlegt: Aufstieg |                                    |       |             |        |               |

Mit Beginn der Saison 2014/15 wurde nach dem Abgang des ehemaligen Trainers Falk Müller das Trainerteam komplett umgestellt. Neuer Cheftrainer wurde Robby Lehmann, der vom USV Potsdam kam, wo er ebenfalls weiterhin als Trainer beschäftigt blieb. Unterstützt wurde er von Andreas Kuntze und Gerhard Schubert. In der Vorrunde der 1. Bundesliga Ost traf man wieder auf den Berliner RC und den RK 03 Berlin. Mit 5:44 (BRC) und 46:6 (RK 03) verlor der RCL die Spiele erwartungsgemäß und deutlich, war dennoch zufrieden, da man gegen die gleichen Gegner in der Spielzeit zuvor 109:0 und 3:74 verlor. Die anderen drei Vorrundenspiele gingen ebenfalls verloren, sodass Leipzig den letzten Platz in der Vorrunde belegte. Im folgenden DRV-Pokal gewann der RCL fünf Spiele und erreichte ein Unentschieden. Am 6. Dezember 2014 gewann der RCL sein letztes Spiel für das Jahr 2014 und ging damit als Tabellenführer in die Winterpause.
Auf dem Gelände des RCL wurde planmäßig mit dem Umbau- bzw. Ausbau begonnen. Das Großprojekt „Bau“ wurde 2015 weitergeführt und abgeschlossen. Im November/Dezember wurde das Außengelände behindertengerecht umgebaut (Förderung aus dem Investitionsprogramm Barrierefreies Bauen 2014 „Lieblingsplätze für alle“). 2015 entstanden neue Umkleideräume, Sanitäranlagen, Mehrzweckraum und Büro.
Am 1. Februar 2015 gab der Verein bekannt, dass im Zuge des 1000-jährigen Jubiläums der Stadt Leipzig im Sommer ein internationales 7er-Turnier durchgeführt werden solle. Geplant sei ein Turnier mit 1000 Spielern. Das Turnier mit dem Namen Leipzig 7’s solle weiterhin mit einem Kinder-, Frauen- und Männerturnier jährlich durchgeführt werden. Erste Planungen für die Leipzig 7’s sollen bereits 2010 erfolgt sein. Seit 2013 wurden diese Pläne konkretisiert und verwirklicht. Im Oktober 2013 bekundete der Botschafter der Republik Südafrika Makhenkesi Arnold Stofile seine Bereitschaft, Schirmherr des Turniers zu werden. Im November 2014 hatte der ebenfalls in Leipzig beheimatete Rugby-Verein Leipzig Scorpions ein internationales 7er-Turnier unter dem gleichlautenden und fast identisch geschriebenen Namen Leipzig 7s angekündigt. Im Zuge dieser Veröffentlichung meldete der RCL Mitte November beim Deutschen Patent- und Markenamt zwei Marken (Rugby Leipzig 7’s und Rugby Leipzig Sevens) an. Rechtskräftig eingetragen wurden diese Marken im Januar 2015. So wurde die Durchführung eines Turniers der Leipzig Scorpions, unter diesem Namen, verhindert. Nach einer außerordentlichen Mitgliederversammlung des Rugby-Verbandes Sachsen und anwaltlichen Schreiben des RCL gaben die Verantwortlichen der Leipzig Scorpions bekannt, dass das Turnier abgesagt werde. Am 19. Juni 2015 gab der Verein bekannt, dass das Frauenturnier, welches am 20. und 21. Juni im Rahmen der Leipzig 7s stattfinden sollte, aus organisatorischen Gründen verschoben wird und ein neuer Termin für Herbst frühzeitig bekanntgegeben werden soll. Das Herrenturnier, kurzfristig von zwei auf einen Turniertag umgeplant, fand am 4. Juli 2015 statt. Mit fünf teilnehmenden Mannschaften wurden die Zielsetzung 1000 Spieler nach Leipzig zu holen nicht erreicht.
In der zweiten Saisonhälfte konnte sich der Verein in der Bundesliga bis in das Halbfinale des DRV-Pokal vorkämpfen. Gegner im Halbfinale war wieder der RC Rottweil. Im vergangenen Jahr schied der RCL aus dem Halbfinale aus, weil er vom Sportgericht wegen des Einsatzes eines nicht spielberechtigten Spielers sanktioniert wurde. In der Neuauflage des letztjährigen Halbfinales mussten die Leipziger diesmal auf dem Feld den Kürzeren ziehen. Sie unterlagen am Ende mit 5:17.
Am 30. Januar 2016 belegte der RC Leipzig den 3. Platz bei der Umfrage und Auszeichnung "Leipziger Mannschaft des Jahres".

## Die erste Rugby-Mannschaft
Die Mannschaft des RC Leipzig besteht in erster Linie aus Amateurspielern, die in der Freizeit dem Sport Rugby nachgehen. Ein Großteil der Spieler sind Studenten. So kommt es häufig zu Fluktuationen. Die Spieler kommen nach Leipzig zum Studieren, spielen während dieser Zeit im Verein und verlassen dann meist Leipzig wieder. Trotzdem gibt es einen Kern aus Leipzigern, die die Basis des Vereins stellen.

## Die zweite Rugby-Mannschaft
Rugby Club Leipzig II ist ebenfalls eine Amateurmannschaft und spielt seit 2013 in der Rugby-Regionalliga Nord/Ost. Dem Verein ist es damit erstmals gelungen, einen zweiten Kader aufzustellen.

## Weitere Mannschaften

### Nachwuchs-Rugby

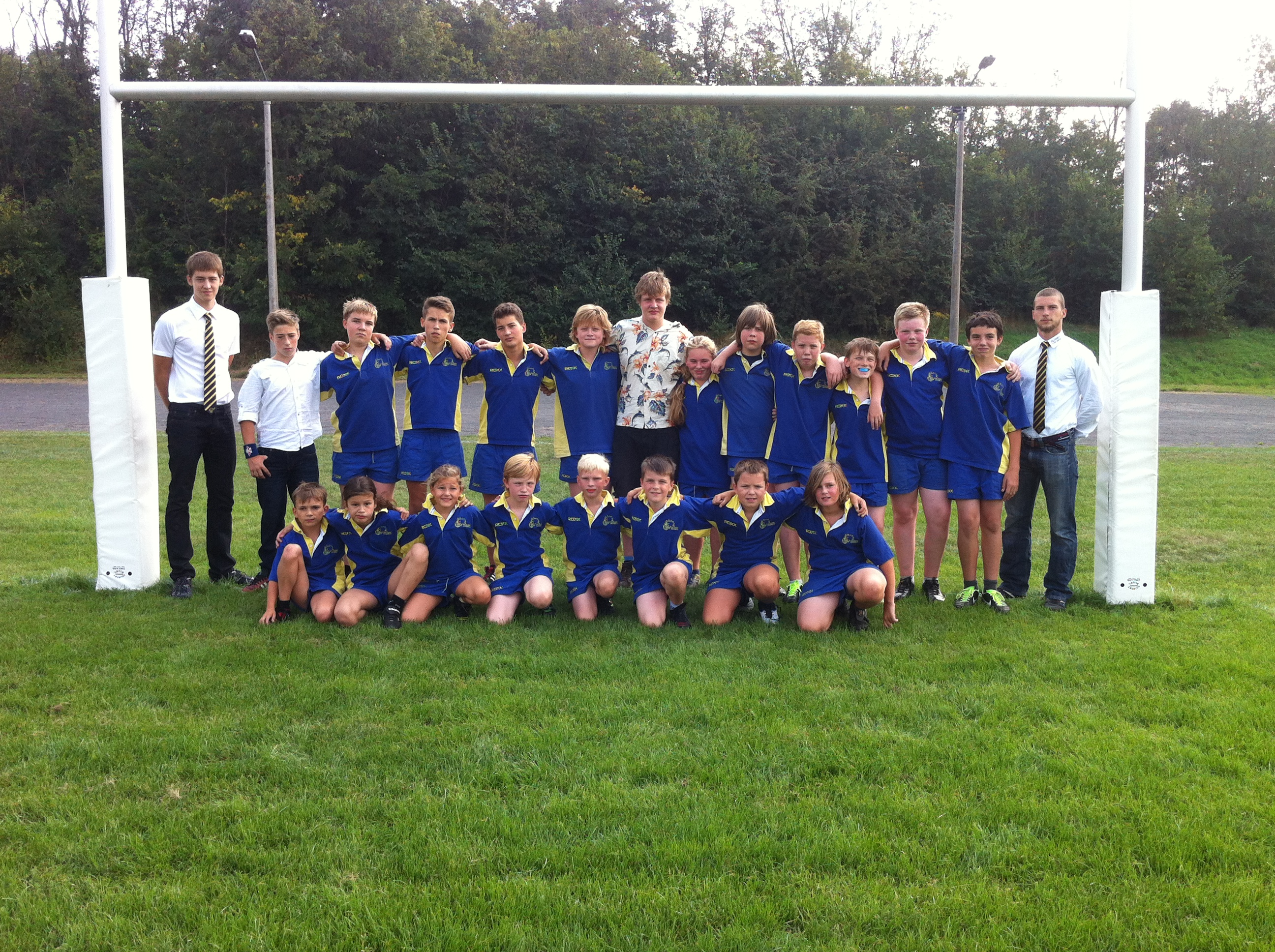
Der Nachwuchs des RCL (2013)

Der Rugby Club Leipzig ist im Nachwuchsbereich sehr aktiv. Zum Werben rugbyinteressierter Kinder und Jugendlicher werden gezielt öffentlichkeitswirksame Aktionen durchgeführt. Zusätzlich werden Arbeitsgemeinschaften in Schulen veranstaltet, damit die Kinder frühzeitig mit dem Ball in Kontakt kommen. Im Verein werden die Kinder und Jugendlichen von ausgebildeten Übungsleitern und lizenzierten Trainern ausgebildet. Grundlage dafür bilden die vom Deutschen Rugby-Verband vorgestellten Nachwuchskonzepte. Der Rugby Club Leipzig nimmt regelmäßig mit seinem Nachwuchs am Spielbetrieb in Sachsen, Brandenburg und Berlin teil. Zusätzlich sind die Trainer bemüht, außergewöhnliche Aktivitäten wie Fahrten ins benachbarte Ausland oder Trainingslager zu organisieren.
Im Jahr 2004 konnte die U14-Mannschaft den Titel des Deutschen Meisters erringen. Im weiteren Verlauf konnte die Jugendlichen im Jahr 2011 und 2012 regionale und überregionale 7er-Rugby-Titel gewinnen.

### Frauen-Rugby
Frauen-Rugby hat in Leipzig eine lange Tradition. Nach dem Ausscheiden des alten Trainerteams konnten neue und jüngere Trainer gewonnen werden. Durch das engagierte Auftreten der Leipziger Rugby-Frauen konnte in der Vergangenheit gute Erfolge erzielt werden. Heute spielen die Frauen in der Deutschen 7er-Liga Ost.

## Erfolge und Titel
Die erste Mannschaft spielt seit der Saison 2012/13 in der Bundesliga und die zweite Mannschaft seit der Saison 2013/14 in der Regionalliga Nord/Ost. Mit vier Meisterschaften und einem Pokalsieg der Sektion Rugby der BSG Lokomotive Wahren Leipzig in der DDR und weiteren Titeln in der jüngeren Vergangenheit gilt der RC Leipzig nach der HSG DHfK Leipzig als erfolgreichster Rugbyverein Mitteldeutschlands.

### Titel
- DDR-Meister: 4 BSG Lokomotive Wahren Leipzig (1977 bis 80)
- Pokal des DRSV: 1980 durch die BSG Lokomotive Wahren Leipzig
- Nordost 7er-Liga Meister: 2012
- Mitteldeutscher 7er-Meister: 2011
- Deutscher Meister U14: 2004

### Platzierungen der Rugby-Teams

#### Herren
1. Mannschaft
| Liga                         | 04  | 05  | 06  | 07  | 08 | 09 | 10 | 11  | 12 | 13 | 14 | 15 |
| ---------------------------- | --- | --- | --- | --- | -- | -- | -- | --- | -- | -- | -- | -- |
| 1. Bundesliga Ost            |     |     |     |     |    |    |    |     |    | 5  | 4  | 6  |
| DRV-Pokal                    |     |     |     |     |    |    |    |     |    | VF | HF | HF |
| Regionalliga Nordost         |     |     |     |     |    |    | 10 | 10  | 2  |    |    |    |
| Regionalliga Ost – Staffel A |     |     | 8/2 |     | 7  | 6  |    |     |    |    |    |    |
| Regionalliga Ost – Staffel B | 3/3 | 3/1 |     | 3/2 |    |    |    |     |    |    |    |    |
| Nordost 7er-Liga             |     |     |     |     |    |    |    | 6   | 1  |    |    |    |
| Mitteldeutsche 7er-Liga      |     |     |     | 3   |    |    | 9  | s 1 | 5  | 6  |    | 15 |

AufstiegAbstieg
Legende:
- VF – Viertelfinale
- HF – Halbfinale
- F – Finale

Die Regionalliga Ost wurde bis 2007 in Doppelrunden gespielt.

#### Frauen
| Liga                                         | 05 | 06 | 07 | 08 | 09 | 10 | 11 | 12 | 13 | 14 | 15 |
| -------------------------------------------- | -- | -- | -- | -- | -- | -- | -- | -- | -- | -- | -- |
| Deutsche 7er-Liga Endturnier/Pokalrunde Nord |    |    |    |    |    |    |    |    |    | 10 | 1  |
| Deutsche 7er-Liga Ost                        |    |    |    |    |    |    |    |    |    | 3  | 4  |
| Bundesliga Nord                              |    |    |    |    |    |    |    | 3  |    |    |    |
| Regionalliga Ost                             | 4  | 2  | 2  | 2  | 4  | 4  | 4  | 4  | 5  |    |    |

## Der Verein

### Gremien

#### Vorstand
Die Geschäftsführung des RCL obliegt dem Vorstand. Dieser besteht aus einem Präsidenten sowie den Vizepräsidenten, deren Anzahl die Mitgliederversammlung durch die Satzung bestimmt.
| Position                                     | Name           | Seit | Amtszeit bis |
| -------------------------------------------- | -------------- | ---- | ------------ |
| Präsident                                    | Karsten Heine  | 2012 | 2017         |
| Verantwortlicher Sport und Bau               | Peter Meuser   | 2015 | 2017         |
| Verantwortlicher Presse und Finanzen         | Ben Heine      | 2015 | 2017         |
| Verantwortlicher Online und Nachwuchs/Jugend | Patrice Khouri | 2015 | 2017         |

Präsidentenhistorie
| Präsidenten | Präsidenten         |
| Amtszeit    | Name                |
| ----------- | ------------------- |
| 2003–2010   | Volker Plank        |
| 2010–2012   | Torsten Spangenberg |
| 2012–       | Karsten Heine       |

#### Abteilungen
Im Verein wird hauptsächlich die Sportart Rugby betrieben. Die Abteilung macht den Großteil der Vereinsmitglieder aus. Daneben gibt es noch eine Volleyball-, Fußball-, Tischtennis- und Gymnastikgruppe. Vor allem letztere findet zunehmend im Ort neue Mitglieder.

### Mitgliederentwicklung

Mitgliederzahlen (Stand: 31. Dezember 2012)

- 2005: 141
- 2006: 156
- 2007: 178
- 2008: 179
- 2009: 187
- 2010: 200
- 2011: 201
- 2012: 187

### Symbole

#### Logo
Das Logo des RC Leipzig zeigt den Schriftzug des Vereins, einen Löwen und einem Rugbyball. Der Löwe versinnbildlicht die Stadt Leipzig und soll die Verbundenheit und dieser aufzeigen. Im Laufe der Zeit wurde das Logo in verschiedenen Formen angepasst, wobei das Grundaussehen bestehen blieb.

#### Trikot
In der langen Traditionsgeschichte des Leipziger Rugbys fanden viele Spiele unterschiedlicher Vereine statt. So kann der RC Leipzig heute auf eine kleine Sammlung von Rugbytrikots zurückblicken. Die fünf Fotos in der Galerie zeigen historische Trikots Leipzigermannschaften. Das aktuelle, als Skizze in der Infobox des Artikels, zeigt die Vereinsfarben gelb und blau sowie den Schriftzug und das Logo des Vereins.

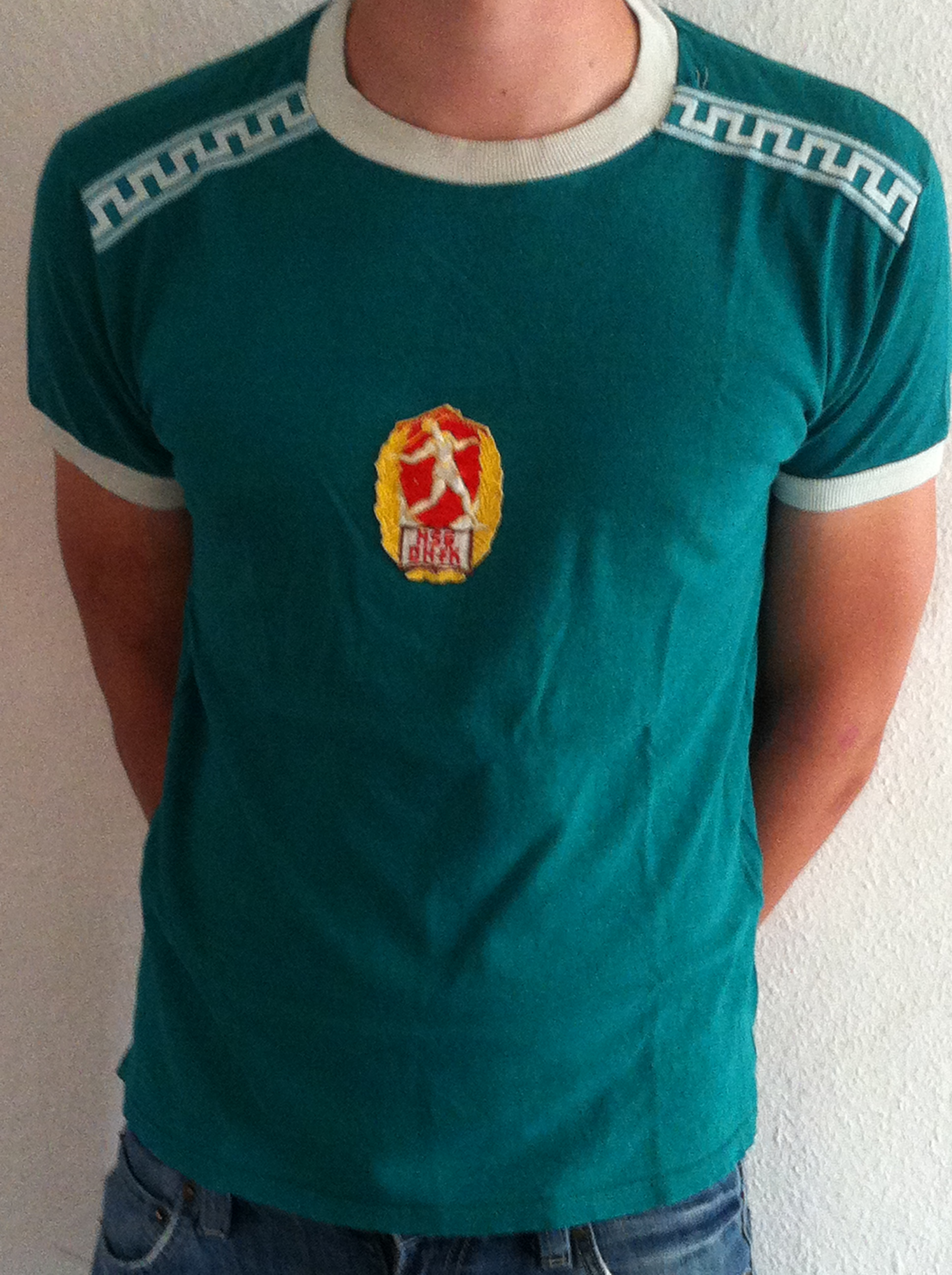
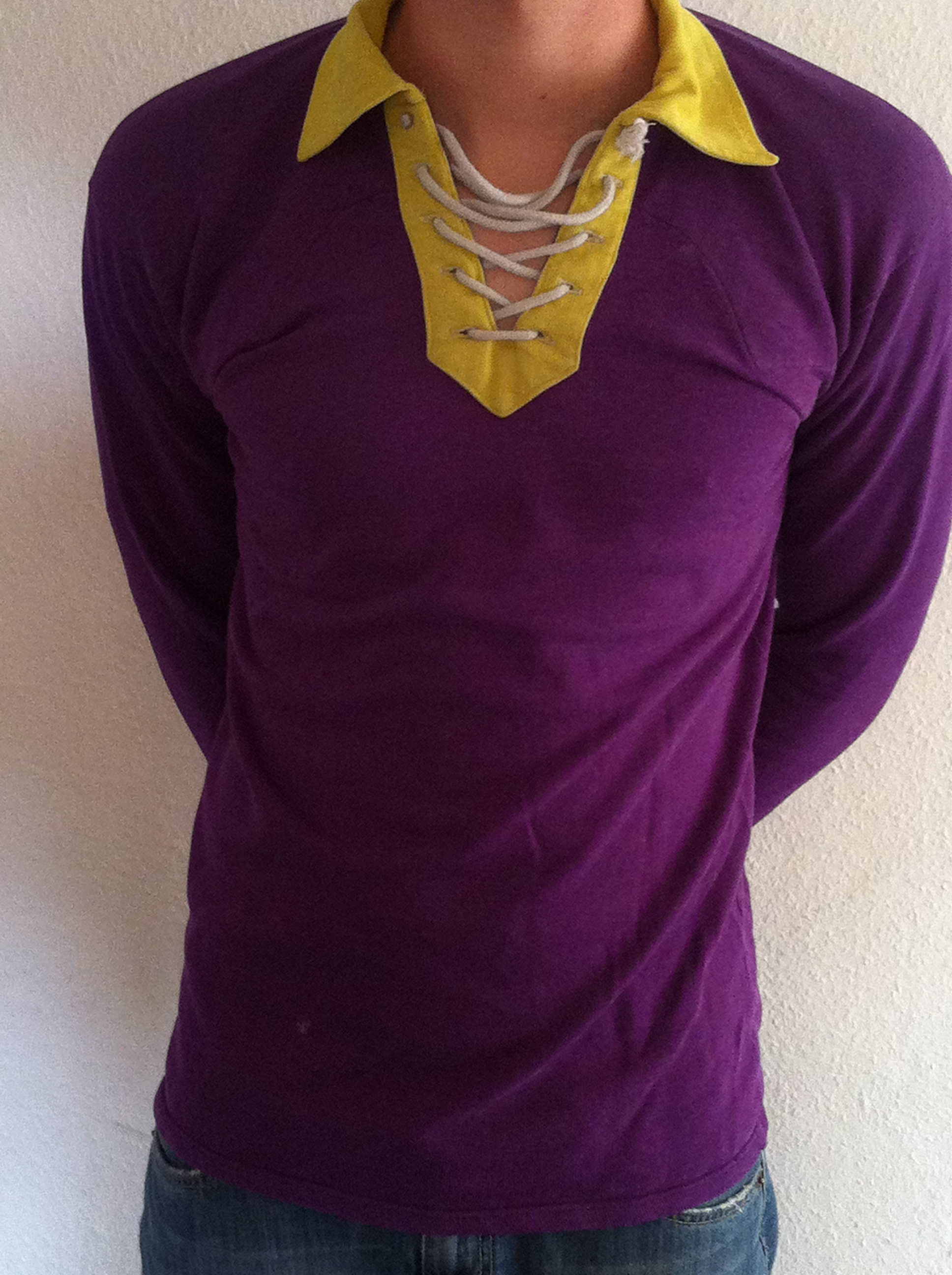
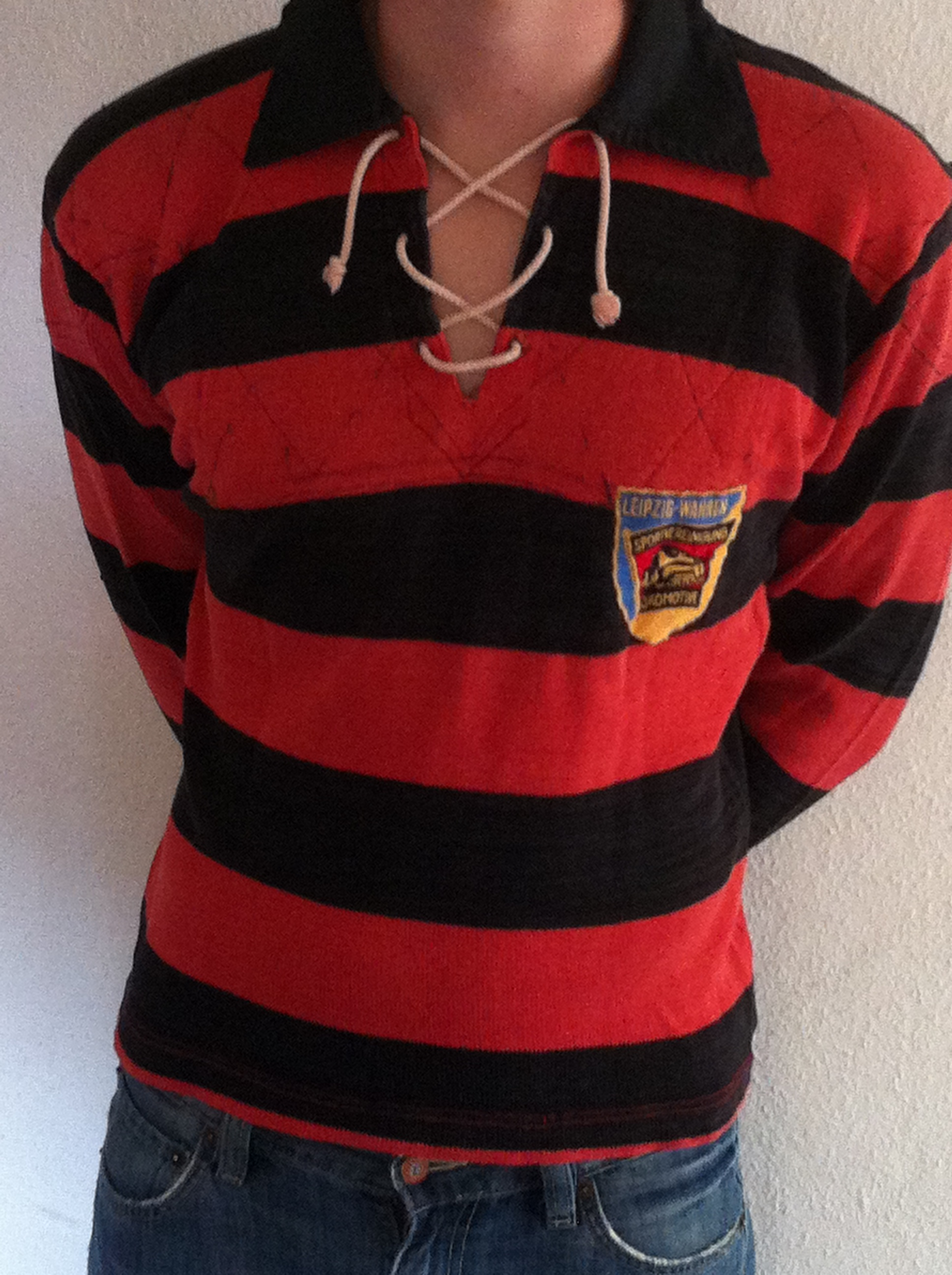
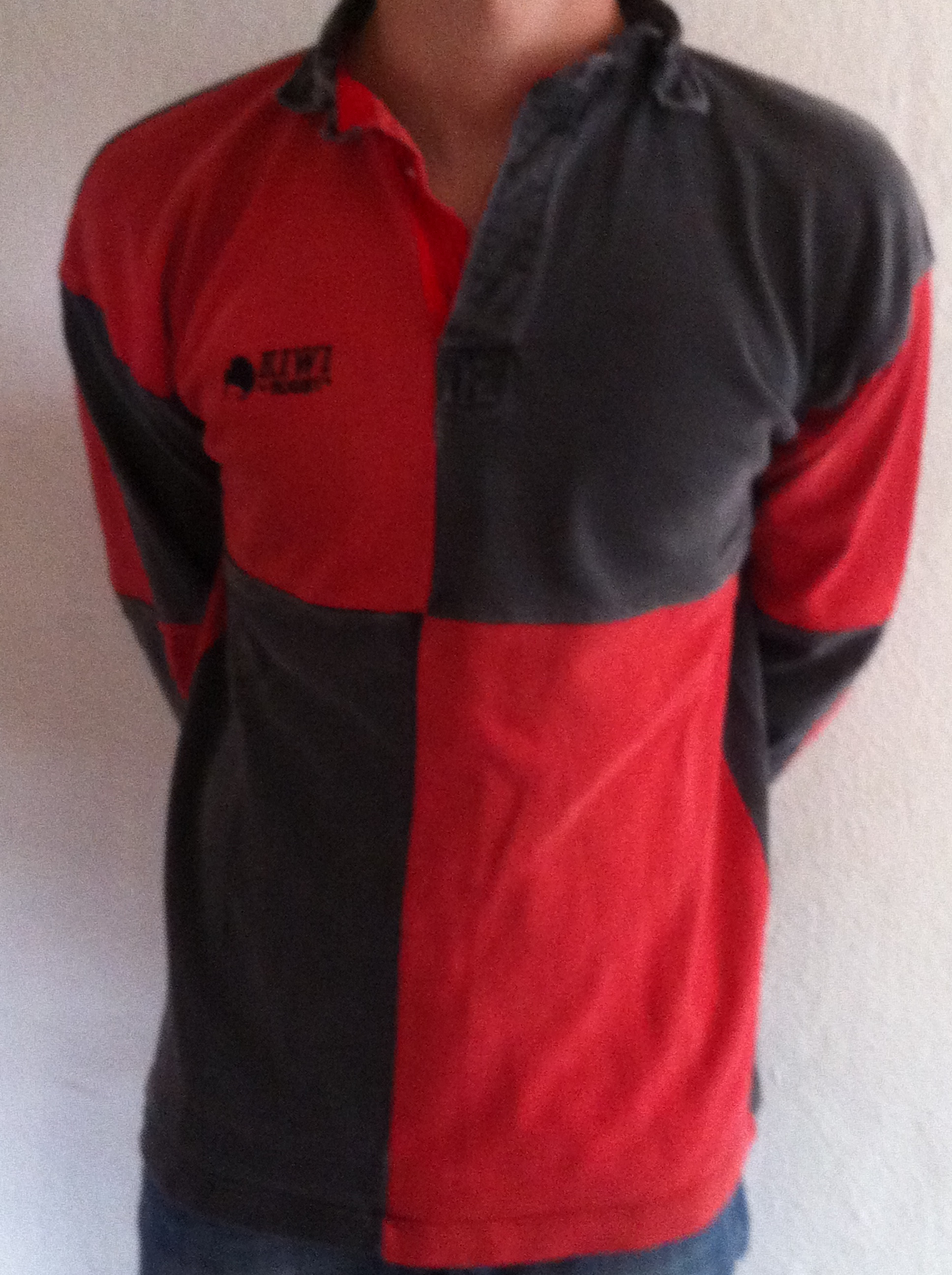
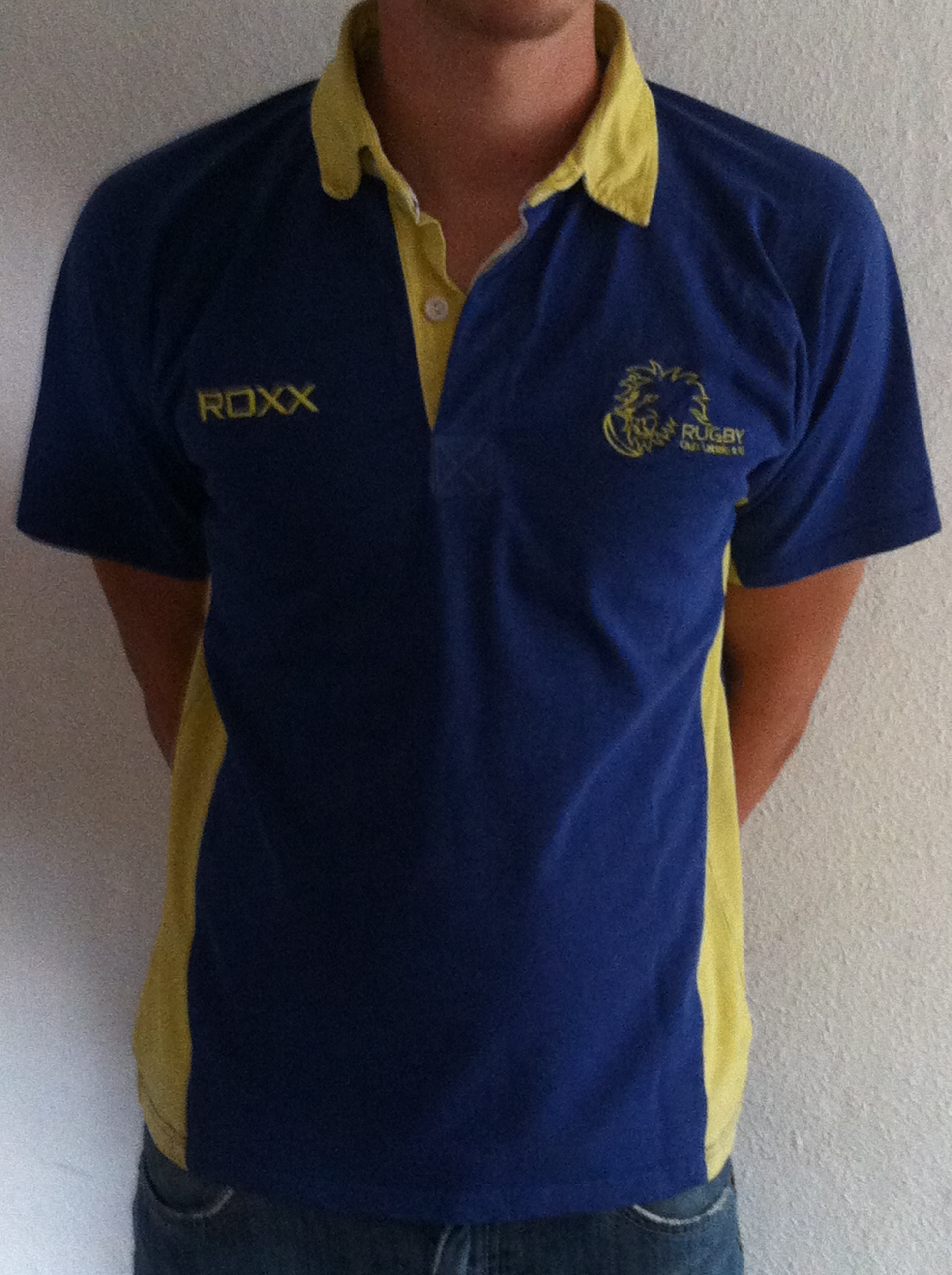

## Vereinsumfeld

### Sportplatz
Das Spiel- und Trainingsgelände befindet sich in Leipzig-Stahmeln, an der Stahmelner Straße unterhalb der alten Bundesstraße 6. Der Verein hat ein großes Vereinsgelände, dass nach der Gründung an vielen Stellen saniert werden musste. Es besteht heute aus einem Vereinsgebäude mit Umkleidekabinen sowie Sanitärbereichen und einer sanierten Turnhalle. Für die Zuschauer der Spiele steht eine Tribüne zur Verfügung. Im Hintergrund der Tribüne sowie auf der gegenüberliegenden Seite des Spielfeldes haben die Sponsoren Flächen zur Präsentation. Eine neue Platzbeleuchtung sowie eine Renovierung verschiedener Vereinsgebäude ist in Planung.

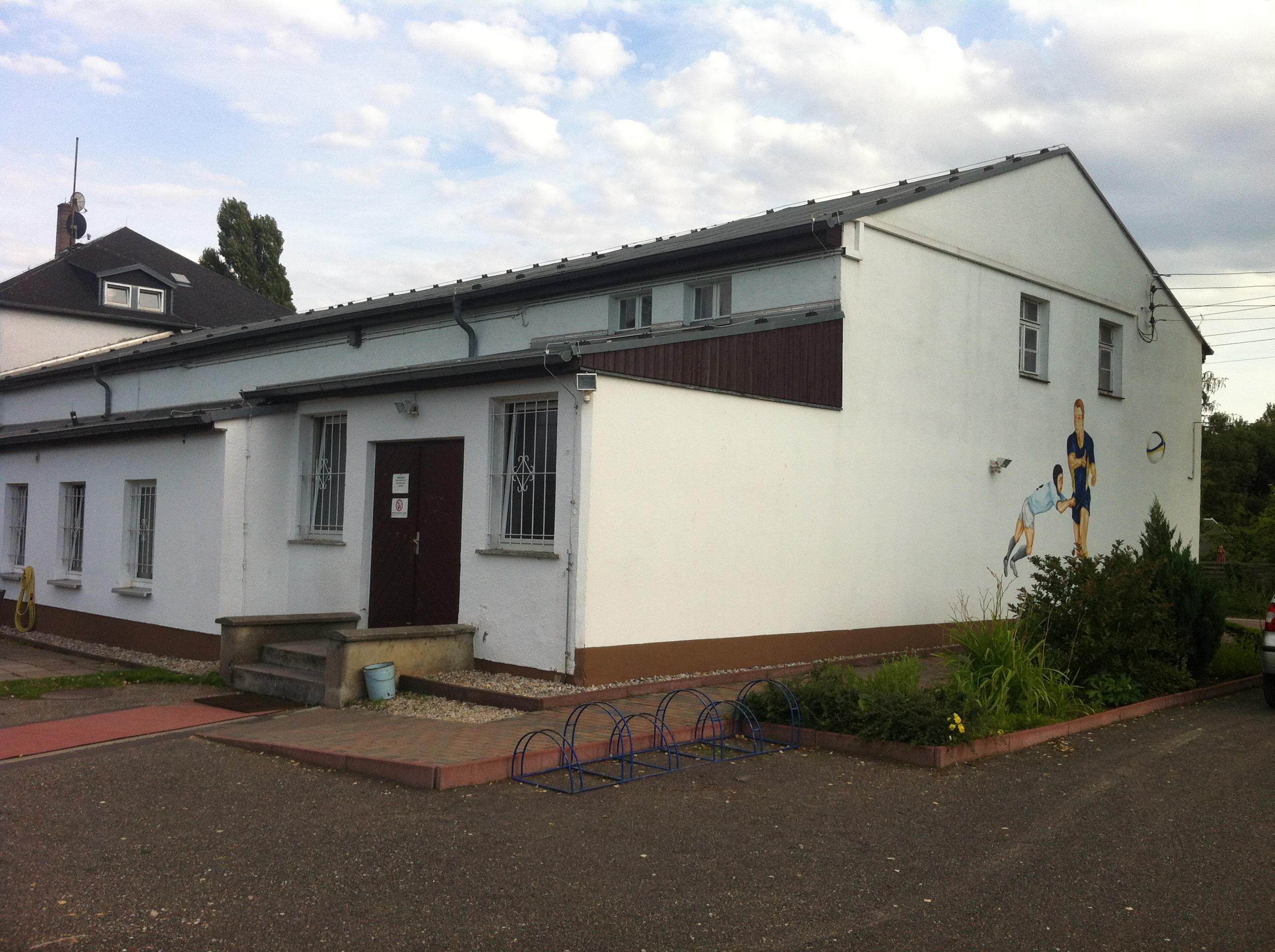
Das Vereinsheim mit Büro (oben).
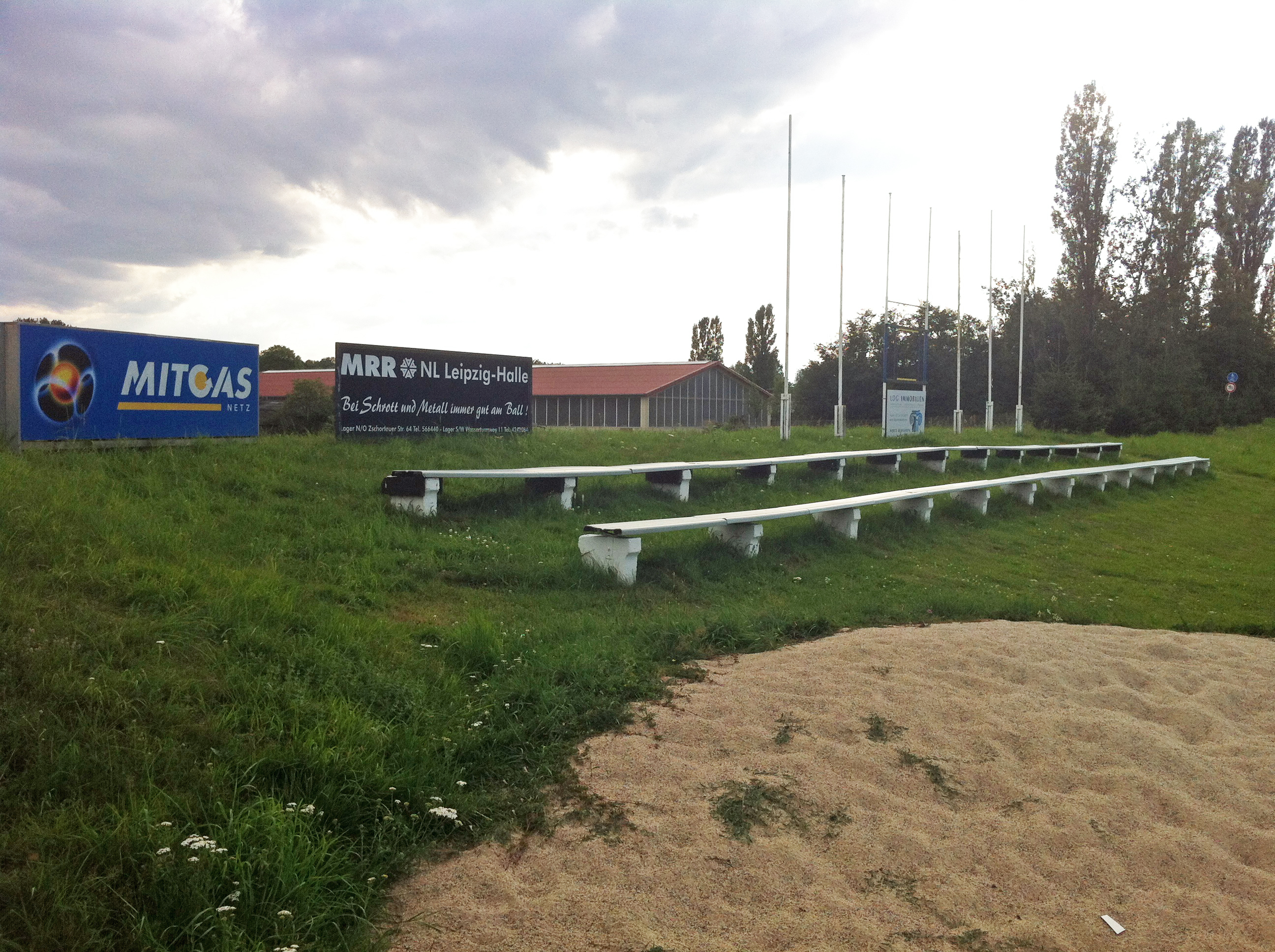
Tribüne des Vereins mit Sponsorentafeln und Fahnenstangen.
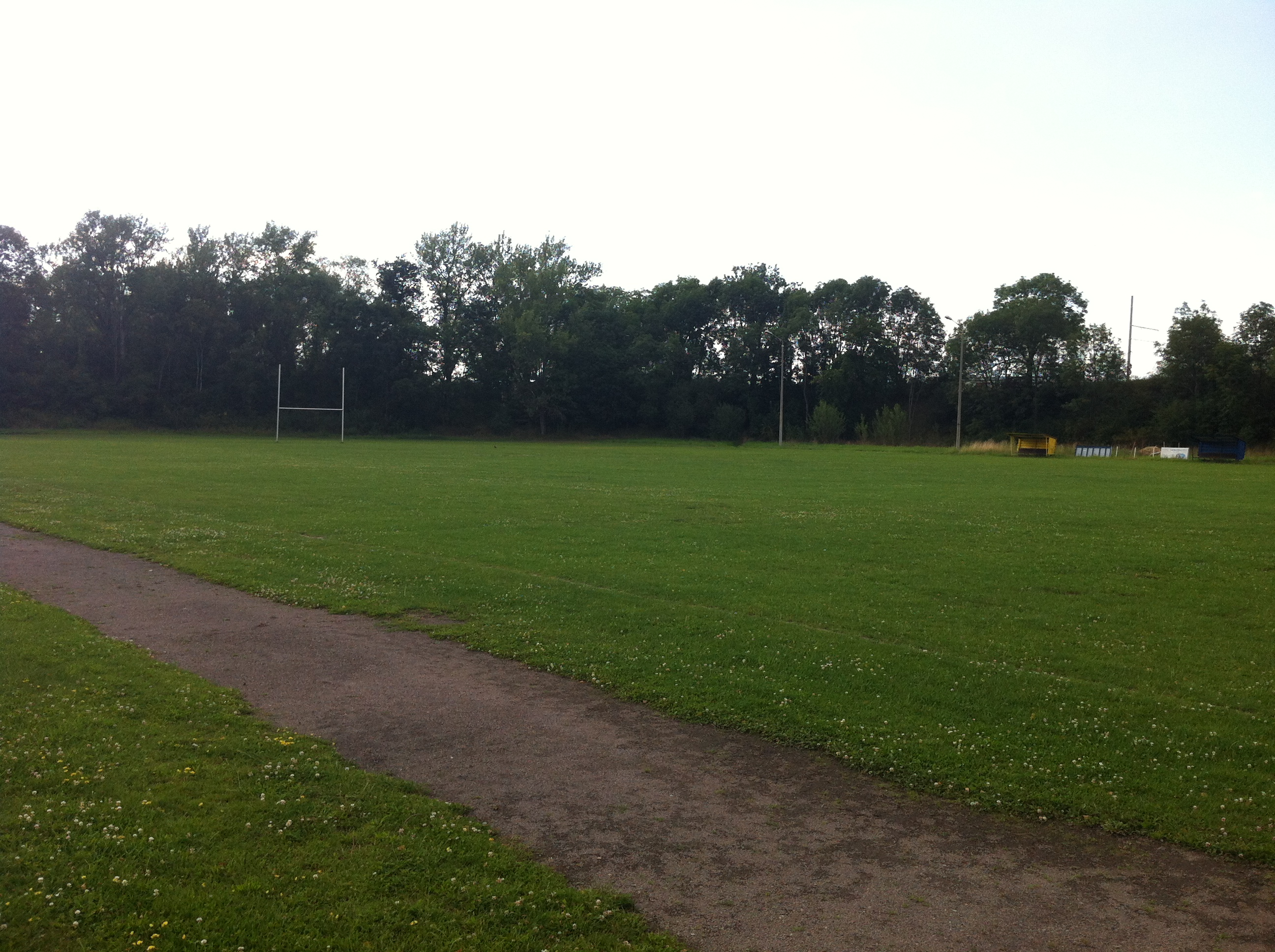
Das Spielfeld.

### Sponsoren und Öffentlichkeit
Die lokale Tageszeitung Leipziger Volkszeitung, die BILD sowie weitere Printmedien berichten regelmäßig über die Erfolge und Geschehnisse im und um den Verein. Der Fernsehsender MDR als auch Internetsender haben durch Videoaufzeichnungen ein neues Kapitel in der Bildvermarktung des Rugbyclubs eröffnet. Eine Vielzahl von Sponsoren unterstützt den Verein. Der Rugby Club Leipzig trat in der Vergangenheit zunehmend auf öffentlichkeitswirksamen Veranstaltungen in Leipzig auf. Hauptsächlich zur Gewinnung von neuen Nachwuchsspielern präsentierte der Verein den Sport beim „American Sports Day“ und den „Olympic Days“.

### Kooperation und Zusammenarbeit
Der Rugby Club Leipzig konnte mit der südafrikanischen Rugby Academy Sharks eine Kooperation abschließen. Als erste Maßnahme der neuen Kooperation reiste der Leipziger Trainer Falk Müller im Oktober 2013 nach Durban um sich von den Strukturen und Leistungen der Sharks-Academy zu überzeugen. In diesem Rahmen fanden Gespräche mit den Sharks-Trainern statt. Ziel dieser Kooperation ist es, dass regelmäßig Spieler der Sharks-Academy nach Leipzig kommen und für das Team spielen und damit ihre Erfahrungen an das Team weitergeben.

## Schul- und Hochschulsport
Die Durchführung von Rugbymaßnahmen an Schulen und Hochschulen ist die wesentliche Grundlage für die Verbreiterung des Sports und zum Teil auch für die Mitgliederwerbung des Vereins. Die Ehrenamtlichen des Rugby Club Leipzig gehen in ihrer Freizeit an Schulen oder organisieren im Rahmen des Hochschulsports Kurse, um die Schüler und Studenten für den Rugbysport zu begeistern.